# Hans Steinhaus
Hans Steinhaus (* 8. Juni 1934; † 22. Mai 2020) war ein deutscher Pädagoge und Orgelkundler.

## Leben
Steinhaus studierte an der Hochschule für Musik und Tanz Köln und an der Universität Köln. Er lehrte als Gymnasiallehrer bis 1998. Er war als Orgelberater tätig und veröffentlichte zahlreiche Schriften zum Thema Orgelbau, Orgelmusik und Orgelspiel.

## Auszeichnungen
- Pro Ecclesia et Pontifice[2]

## Schriften
- Meine Erinnerungen. Louis Vierne. Kommentierte Übersetzung. Verlag Dohr, 2018.
- Wege zu Dom Bedos. Daten, Dokumente, Deutungsversuche. Verlag Dohr, 2001.
- mit Hans Gerd Klais: The bamboo organ in the Catholic Parish Church of St. Joseph at Las Piñas, Province of Rizal on the Island of Luzon, Philippines. The Praestant Press, Delaware, Ohio, 1977.
- Orgelbau Johannes Klais. Firmenprospekt Johannes Klais Orgelbau, Bonn 1989.
- Bearb.: Marcel Dupré: Erinnerungen. Verlag Merseburger, 1981.
- Ist der Gregorianische Choral vielleicht zum Verschwinden verurteilt? In: Musica sacra. 1966/04.
- César Franck, Die Orgelwerke. In: Musica sacra. 1919/06.
- Zum Kreuzweg op. 29 von Marcel Dupré. In: Musica sacra. 1988/03.
- Maurice Duruflé. In: Musica sacra. 1987/03.
- Marcel Dupré 1886–1971 / Alexandre Guilmant 1837–1911. In: Musica sacra. 1986/02.
- Verstreutes von und über Marcel Dupré. In: Musica sacra. 1986/02.
- Die neue Klais-Orgel in der St. Blasius-Kirche in Hann.-Münden. In: Musica sacra. 1978/01.
- Orgel mit Bambuspfeifen im christlichen Pavillon der Weltausstellung 1970 in Osaka. In: Musica sacra. 1970/03.
- Die neue große Orgel des Würzburger Domes. In: Musica sacra. 1969/03.
- Klais-Orgeln in Japan. In: Musica sacra.1967/12.